# Coppa America 2010 (hockey su pista)
La Copa America 2010 è stata la 21ª edizione, la 3ª con tale denominazione, del torneo di hockey su pista per squadre nazionali maschili sudamericane. Il torneo si è svolto in Spagna a Vic dal 21 al 27 giugno 2010.
A vincere il torneo fu la Catalogna per la prima volta nella sua storia sconfiggendo in finale l'Argentina.

## Formula
La Copa America 2010 fu disputata da dieci selezioni nazionali. Furono invitate al torneo la selezione della Catalogna, giunta alla sua terza partecipazione, le squadre nazionali della Costa Rica, della Germania, degli Stati Uniti e del Sudafrica.
La formula della competizione fu divisa in due fasi. Nella prima fase le compagini furono divise in due gironi da cinque squadre ciascuno e disputarono un girone all'italiana con gare di sola andata. Vennero attribuiti tre punti per l'incontro vinto, uno per l'incontro pareggiato e zero in caso di sconfitta. Dopo la prima fase le prime due squadre classificate di ogni girone disputarono le semifinali e la finale; la squadra vincitrice della finale venne proclamata campione.

## Squadre partecipanti
| Pr. | Squadra     | Partecipazioni precedenti al torneo                                                                                    |
| --- | ----------- | --- |
| 1   | Argentina   | 1956, 1959, 1963, 1966, 1967, 1969, 1971, 1973, 1975, 1977, 1979, 1981, 1984, 1985, 1987, 1990, 2004, 2007, 2008       |
| 2   | Brasile     | 1954, 1956, 1959, 1966, 1967, 1969, 1971, 1973, 1975, 1977, 1979, 1981, 1984, 1985, 1987, 1990, 2004, 2007, 2008       |
| 3   | Catalogna   | 2007, 2008 |
| 4   | Cile        | 1954, 1956, 1959, 1963, 1966, 1967, 1969, 1971, 1973, 1975, 1977, 1979, 1981, 1984, 1985, 1987, 1990, 2004, 2007, 2008 |
| 5   | Costa Rica  | Esordiente |
| 6   | Ecuador     | 1981 |
| 7   | Germania    | Esordiente |
| 8   | Stati Uniti | 2007 |
| 9   | Sudafrica   | 2007 |
| 10  | Uruguay     | 1954, 1956, 1959, 1963, 1967, 1969, 1971, 1973, 1981, 1984, 1985, 2004, 2008                                           |

Nota bene: nella sezione "partecipazioni precedenti al torneo" le date in grassetto indicano la squadra che ha vinto quell'edizione del torneo

## Svolgimento del torneo

### Prima fase

#### Girone A
| Pos. | Squadra     | Pt | G | V | N | P | GF | GS | DR  |
| ---- | ----------- | -- | - | - | - | - | -- | -- | --- |
| 1.   | Argentina   | 12 | 4 | 4 | 0 | 0 | 35 | 9  | +26 |
| 2.   | Brasile     | 9  | 4 | 3 | 0 | 1 | 29 | 15 | +14 |
| 3.   | Germania    | 6  | 4 | 2 | 0 | 2 | 18 | 15 | +3  |
| 4.   | Sudafrica   | 3  | 4 | 1 | 0 | 3 | 5  | 32 | -27 |
| 5.   | Stati Uniti | 0  | 4 | 0 | 0 | 4 | 10 | 26 | -16 |

| Vic 21 giugno 2010, ore 16:30 UTC+1 1ª giornata | Brasile | 5 – 3 | Germania | Pavelló Olímpic |

| Vic 21 giugno 2010, ore 19:30 UTC+1 1ª giornata | Argentina | 11 – 1 | Stati Uniti | Pavelló Olímpic |

| Vic 22 giugno 2010, ore 14:00 UTC+1 2ª giornata | Brasile | 7 – 3 | Stati Uniti | Pavelló Olímpic |

| Vic 22 giugno 2010, ore 18:00 UTC+1 2ª giornata | Argentina | 11 – 0 | Sudafrica | Pavelló Olímpic |

| Vic 23 giugno 2010, ore 14:00 UTC+1 3ª giornata | Germania | 5 – 4 | Stati Uniti | Pavelló Olímpic |

| Vic 23 giugno 2010, ore 18:30 UTC+1 3ª giornata | Brasile | 10 – 1 | Sudafrica | Pavelló Olímpic |

| Vic 24 giugno 2010, ore 17:00 UTC+1 4ª giornata | Stati Uniti | 2 – 3 | Sudafrica | Pavelló Olímpic |

| Vic 24 giugno 2010, ore 20:00 UTC+1 4ª giornata | Argentina | 5 – 1 | Germania | Pavelló Olímpic |

| Vic 25 giugno 2010, ore 14:00 UTC+1 5ª giornata | Germania | 9 – 1 | Sudafrica | Pavelló Olímpic |

| Vic 25 giugno 2010, ore 21:30 UTC+1 5ª giornata | Argentina | 8 – 7 | Brasile | Pavelló Olímpic |

#### Girone B
| Pos. | Squadra    | Pt | G | V | N | P | GF | GS | DR  |
| ---- | ---------- | -- | - | - | - | - | -- | -- | --- |
| 1.   | Catalogna  | 12 | 4 | 4 | 0 | 0 | 27 | 4  | +23 |
| 2.   | Cile       | 9  | 4 | 3 | 0 | 1 | 31 | 7  | +24 |
| 3.   | Uruguay    | 6  | 4 | 2 | 0 | 2 | 22 | 22 | 0   |
| 4.   | Ecuador    | 3  | 4 | 1 | 0 | 3 | 12 | 24 | -12 |
| 5.   | Costa Rica | 0  | 4 | 0 | 0 | 4 | 3  | 38 | -35 |

| Vic 21 giugno 2010, ore 18:30 UTC+1 1ª giornata | Cile | 8 – 0 | Ecuador | Pavelló Olímpic |

| Vic 21 giugno 2010, ore 22:00 UTC+1 1ª giornata | Catalogna | 9 – 1 | Uruguay | Pavelló Olímpic |

| Vic 22 giugno 2010, ore 11:00 UTC+1 2ª giornata | Costa Rica | 0 – 12 | Uruguay | Pavelló Olímpic |

| Vic 22 giugno 2010, ore 21:30 UTC+1 2ª giornata | Catalogna | 4 – 1 | Cile | Pavelló Olímpic |

| Vic 23 giugno 2010, ore 11:00 UTC+1 3ª giornata | Ecuador | 1 – 7 | Uruguay | Pavelló Olímpic |

| Vic 23 giugno 2010, ore 21:30 UTC+1 3ª giornata | Catalogna | 6 – 1 | Costa Rica | Pavelló Olímpic |

| Vic 24 giugno 2010, ore 18:30 UTC+1 4ª giornata | Cile | 10 – 1 | Costa Rica | Pavelló Olímpic |

| Vic 24 giugno 2010, ore 21:30 UTC+1 4ª giornata | Catalogna | 8 – 1 | Ecuador | Pavelló Olímpic |

| Vic 25 giugno 2010, ore 11:30 UTC+1 5ª giornata | Costa Rica | 1 – 10 | Ecuador | Pavelló Olímpic |

| Vic 25 giugno 2010, ore 18:30 UTC+1 5ª giornata | Cile | 12 – 2 | Uruguay | Pavelló Olímpic |

### Fase finale
|  | Semifinali | Semifinali | Semifinali |           |           | Finale          | Finale          | Finale          |  |
|  |            |            |            |           |           |                 |                 |                 |  |
|  | A1         | Argentina  | 5          |           |           |                 |                 |                 |  |
|  | A1         | Argentina  | 5          |           |           |                 |                 |                 |  |
|  | A2         | Cile       | 2          |           |           |                 |                 |                 |  |
|  | A2         | Cile       | 2          |           | Argentina | Argentina       | 0               |                 |  |
|  |            |            |            |           | Argentina | Argentina       | 0               |                 |  |
|  |            |            | Catalogna  | Catalogna | 3         |                 |                 |                 |  |
|  | B1         | Catalogna  | Catalogna  | Catalogna | 3         | 9               |                 |                 |  |
|  | B1         | Catalogna  |            |           |           | 9               |                 |                 |  |
|  | A2         | Brasile    | 1          |           |           | Finale 3º posto | Finale 3º posto | Finale 3º posto |  |
|  | A2         | Brasile    | 1          |           |           |                 |                 |                 |  |
|  |            |            |            |           |           |                 |                 |                 |  |
|  |            |            |            |           |           | Cile            | Cile            | 3               |  |
|  |            |            |            |           |           | Cile            | Cile            | 3               |  |
|  |            |            |            |           |           | Brasile         | Brasile         | 11              |  |

|  | Finale 5º posto |          |    |  |
|  |                 |          |    |  |
|  | 3A              | Germania | 11 |  |
|  | 3B              | Uruguay  | 5  |  |

|  | Finale 7º posto |           |    |  |
|  |                 |           |    |  |
|  | 4A              | Sudafrica | 10 |  |
|  | 4B              | Ecuador   | 2  |  |

|  | Finale 9º posto |             |    |  |
|  |                 |             |    |  |
|  | 5A              | Stati Uniti | 10 |  |
|  | 5B              | Costa Rica  | 1  |  |